# Kitô giáo Đông phương
Kitô giáo Đông phương bao gồm các truyền thống Kitô giáo ban đầu phát triển ở miền Đông vùng Địa Trung Hải và xa hơn nữa về phía Đông và phía Nam trong thời cổ đại cổ điển và hậu kỳ cổ đại. Kitô giáo Đông phương có sự khác biệt với Kitô giáo Tây phương về văn hoá, chính trị cũng như thần học.

## Các nhóm Giáo hội
- Chính thống giáo Đông phương (Eastern Orthodoxy) chấp nhận 7 công đồng đại kết để xác định niềm tin (mặc dù nhiều người xem các công đồng 879–80 và 1341–1351 là công đồng thứ 8 và 9). Hầu hết Chính thống giáo Đông phương hiệp nhất trong sự thông công với Thượng phụ Constantinopolis. Chính thống giáo Đông phương chiếm đa số trong Kitô giáo Đông phương. Những nơi có tỉ lệ tín đồ lớn là Hy Lạp, Nga, Gruzia và nhiều nước Đông Âu khác.
- Chính thống giáo Cổ Đông phương (Oriental Orthodoxy) chỉ chấp nhận 3 công đồng đại kết đầu tiên (Nicea, Constantinopolis và Ephesus) và đặc biệt bác bỏ công đồng thứ 4 (Chalcedon năm 451 CN, công đồng này xác định rõ ràng Giêsu có hai bản tính: bản tính thần linh và bản tính con người). Những người ủng hộ công đồng Chalcedon xem những người chống đối là ủng hộ Nhất tính thuyết (Monophysitism) của Eutyches, nhưng thực tế Chính thống giáo Cổ Đông phương cũng không chấp nhận các lời giảng về Nhất tính thuyết của Eutyches nhưng theo giáo thuyết mà họ gọi là Hiệp tính thuyết (Miaphysitism). Họ thích dùng tên gọi phi Chalcedon  (non-Chalcedonian) hoặc Miaphysite thay vì Monophysite. Chính thống giáo Cổ Đông phương tách ra khỏi phần còn lại của Kitô giáo vào thế kỉ thứ 5 và lúc đầu phát triển ở phía đông của Đế quốc Byzantine, nhất là tại Armenia, Syria, Ai Cập và Ethiopia.
- Giáo hội Phương Đông Assyria và Giáo hội Phương Đông Thủ cựu có gốc rễ từ Giáo hội Phương Đông, giáo hội này chỉ chấp nhận hai công đồng Nicea–Constantinopolis, không chấp nhận công đồng Ephesus năm 431 CN và đã tách khỏi các Giáo hội khác trong tiến trình li giáo Nestorius vào thế kỉ thứ 5; do phát triển bên trong Đế quốc Ba Tư, giáo hội này cũng nhanh chóng đi theo tiến trình riêng. Giáo lý của giáo hội này thường được xem là theo thuyết Nestorius nhưng thực tế giáo hội này không luôn luôn gắn bó với thuyết đó. Nestorius chống lại tước hiệu Mẹ Thiên Chúa (Theotokos) của Trinh nữ Maria và chỉ gọi là Mẹ đức Kitô (Christotokos). Những người chống Nestorius cho rằng ông ta chia đức Kitô làm 2 ngôi vị: Thiên Chúa Ngôi Lời không chịu đau khổ và chết trên thập tự giá, còn Giêsu con người thì bị như vậy, và Thiên Chúa Ngôi Lời thông suốt mọi sự, còn Giêsu con người thì có tri thức giới hạn; cho dù Netorius khẳng định ông tin rằng đức Kitô thực sự là một ngôi vị (tiếng Hy Lạp: prosopon). Hiện nay giáo lý của Giáo hội Phương Đông Assyria và Giáo hội Phương Đông Thủ cựu cho rằng đức Kitô có hai bản tính (qnome, essences) không hoà lẫn nhưng vĩnh viễn thống nhất trong một ngôi vị — điều này khác với thuyết Nestorius.
- Công giáo Đông phương là nhóm các giáo hội theo các nghi lễ Đông phương hiệp thông với Giám mục Rôma, là thành phần thiểu số (khoảng 2%) quan trọng của Giáo hội Công giáo.